# Daniel Bergey
Pour les articles homonymes, voir Bergey.
Daniel Bergey est un prêtre catholique et un homme politique français né le 19 avril 1881 à Saint-Trélody-près-Lesparre (Gironde) et décédé le 31 décembre 1950 à Saint-Émilion (Gironde).

## Biographie
Ordonné prêtre en 1904, il devient l'année suivante vicaire du curé de Saint-Émilion (Gironde), en l'occurrence son oncle, l'abbé Philippot, auquel il succède comme curé en 1911,. Polémiste de talent, l'abbé Bergey devient un militant de l'Action catholique.
Réformé pour raison de santé, il s'engage cependant en 1914 comme aumônier volontaire, à la 36e division d'infanterie. Il est affecté à sa demande au 18e régiment d'infanterie. Il est trois fois blessé et une fois gazé, six fois cité et il reçoit la croix de chevalier de la Légion d'honneur (1915) et la croix de guerre avec palme. Il est démobilisé en mars 1919,.
Il est le président fondateur en 1924 de la ligue des prêtres anciens combattants, plus connue par son acronyme (PAC). Président de l'Union populaire républicaine de la Gironde entre 1925 et 1932, il est député de ce département de 1924 à 1932, ne s'inscrivant à aucun groupe, mais votant avec la droite. L'organe de presse de ce mouvement politique est le quotidien bordelais La Liberté du Sud-Ouest, dont il est le directeur. De 1925 à 1935, il participe à de très nombreux meetings de la Fédération nationale catholique (FNC), notamment à Vienne (1926), Chambéry et Grenoble (1927), Annecy et Gap (1929), Saint-Martin de Vienne (1930), Saint-Marcellin et Myons (1931), Voreppe (1935), en compagnie de Philippe Henriot, du général de Castelnau, de Mgr Sallièges, Myons, reçu et invité par son ami Henri Thouvard, industriel à Renage (Isère), qui mène le combat pour exiger le retour des chartreux à la Grande-Chartreuse, expulsés et exilés à Farneta en Italie.
D'abord favorable au régime de Vichy, il s'en éloigne rapidement[réf. nécessaire]. Inquiété à la Libération, il est arrêté, hospitalisé, jugé par la Cour de justice de Bordeaux, et mis en résidence surveillée. Il est finalement acquitté en juillet 1945 ; il est cependant condamné à l'indignité nationale en raison de ses articles publiés dans Soutanes de France mais cette peine est immédiatement relevée en raison de son appui à la résistance.

## Œuvres
- Paroles de prêtre et de soldat, combat de la paix, Chassaing, 1939
- Abbé Bergey, Le Poilu Saint-Émilionnais : Journal de tranchée 1915-1919, Saint-Quentin-de-Baron, Editions de l’Entre-deux-Mers, 2014, 462 p. (ISBN 978-2-37157-006-1, lire en ligne)
- Ché lous Praoubes (estudos dé ché nous aoute = Chez les pauvres (études de chez nous), Ma garbetto = Ma petite gerbe. 1923. 101 pages. Édition : Bordeaux.
- Le Pèlerinage international des anciens combattants à Lourdes. Une grande voix. Signé : D.-M. Bergey. Extrait de "la Vie catholique", 22 septembre 1934. Édition : Paris, Impr. française.

Préface
- Joseph Prévotat, La Destinée humaine, 1941

### Sources
- « Daniel Bergey », dans le Dictionnaire des parlementaires français (1889-1940), sous la direction de Jean Jolly, PUF, 1960 [détail de l’édition]
- Almanach catholique français, 1925, "L'abbé Bergey, député de la Gironde"